# Faustino Padilla
Faustino Padilla ist ein ehemaliger mexikanischer Fußballspieler auf der Position eines Verteidigers.

## Leben
Padilla spielte mindestens in der letzten Saison 1942/43 der offiziell noch auf Amateurbasis betriebenen mexikanischen Liga für die Union Deportiva Moctezuma de Orizaba, mit der er in derselben Saison auch den erstmals unter Profibedingungen ausgetragenen Pokalwettbewerb gewann.
Auch in der erstmals unter Profibedingungen ausgetragenen Punktspielrunde der Saison 1943/44 stand Padilla noch bei Moctezuma unter Vertrag.
Spätestens ab der Saison 1945/46 spielte Padilla für den Club León, mit dem er in der Saison 1947/48 die mexikanische Fußballmeisterschaft gewann.
Wahrscheinlich wechselte Padilla anschließend zum Stadtrivalen San Sebastián, für den in der Saison 1949/50 ein Spieler namens Padilla insgesamt 5 Tore erzielte.

## Erfolge
- Mexikanischer Meister: 1947/48
- Mexikanischer Pokalsieger: 1942/43